# Alex Newell
Alex Newell (* 20. srpna 1992 Lynn v Massachusetts, USA) je americký herec a zpěvák. Nejznámější je jejich role Wada "Unique" Adamse v hudebním televizním seriálu Glee a stali se finalistou v první řadě reality show The Glee Project.

## Životopis

### Dětství
Narodil se 20. srpna 1992 v Lynnu ve státě Massachusetts. Jeho otec zemřel na rakovinu, když bylo Alexovi šest let, a tak ho jeho matka vychovávala sama. V roce 2012 absolvoval střední školu Bishop Fenwick High School, kde byl ve školním sboru a kostýmovém klubu. Byl také členem kostelního sboru.

### The Glee Project
Při studiu na střední škole se zúčastnil přes YouTube konkurzu do televizní reality show The Glee Project. Byl vybrán jako jeden z dvanácti soutěžících, kteří se ucházeli o účinkování v seriálu Glee po dobu sedmi epizod. Objevil se v každé epizodě reality show, včetně finále a skončil společně s Lindsay Pearce jako finalista, ale oběma nakonec bylo umožněno účinkovat ve dvou epizodách Glee.

### Glee
Jako cenu z reality show The Glee Project získal původně epizodní roli Wada "Unique" Adamse, muže, který se převléká za ženu a svou ženskou identitu vyjadřuje pomocí hudby. Poprvé se v seriálu objevil v šestnácté epizodě třetí série s názvem "Horečka Glee noci" a pak ještě v epizodě Finále. Jeho postava se do seriálu znovu vrátila ve čtvrté sérii, tentokrát již jako vedlejší role. V páté sérii byl povýšen na hlavní postavu.

### Hudba
V říjnu 2013 Alex oznámil, že podepsal smlouvu s Atlantic Records a s Deep Well Records. Jeho první studiové album bude produkováno Adamem Andersem. Jeho debutový singl, coververze "Nobody to Love" byl zveřejněn 3. června 2014.

## Osobní život
Byl přijat na Berklee College of Music v Bostonu do podzimního semestru 2012, ale když byl přizván ke čtvrté sérii seriálu Glee, přestěhoval se do Los Angeles.
Newell je homosexuál.

## Filmografie

### Film
| Rok  | Název          | Role | Poznámky |
| ---- | -------------- | ---- | -------- |
| 2013 | Geography Club | Ike  |          |

### Televize
| Rok        | Název                         | Role                | Poznámky                                                                               |
| ---------- | ----------------------------- | ------------------- | -------------------------------------------------------------------------------------- |
| 2011       | The Glee Project              | soutěžící           | finalista první řady (s Lindsay Pearce), vyhrál účinkování ve 2 epizodách seriálu Glee |
| 2012–2015  | Glee                          | Wade „Unique“ Adams | vedlejší role                                                                          |
| 2015       | Imaginary Friend              | Sam                 | neprodaný televizní pilotní díl                                                        |
| 2015       | Resident Advisors             | Morgan              | vedlejší role, 2 díly                                                                  |
| 2019       | Empire                        | Hey Beautiful       | díl: „Hot Blood, Hot Thoughts, Hot Deeds“                                              |
| 2020–dosud | Zoey's Extraordinary Playlist | Mo                  | hlavní role, připravovaný televizní seriál                                             |

### Divadlo
| Rok       | Název               | Role  | Poznámky                                                              |
| --------- | ------------------- | ----- | --------------------------------------------------------------------- |
| 2017–2018 | Once on This Island | Asaka | Broadway nominace – Cena Grammy v kategorii nejlepší muzikálové album |